# Záhoří u Písku
Der Ort Záhoří mit 737 Einwohnern (2004) befindet sich im Jihočeský kraj (Tschechien).

## Geschichte
Die erste Besiedlung durch Slawen erfolgte etwa im 5. Jahrhundert. Seit Anfang des 14. Jahrhunderts gehörte der Ort den Herren von Rosenberg. Während der Hussitenkriege wurde das Dorf oft durch die kaiserlichen Armeen geplündert. Die Bewohner waren Hussiten. 1472 wurden die Burg Zvíkov und der Ort an Bohuslav von Schwanberg verpfändet. Die Schwanberger herrschten etwa 150 Jahre.

## Sehenswürdigkeiten
- Kirche des Hl. Michael aus der Zeit der Herrschaft Karls IV. Die erste Kapelle wurde 1352 zu einer Kirche umgebaut und die Verwaltung übernahmen Kreuzherren mit dem roten Stern, die zu Bechyně gehörten. Die Kirche wurde während der Hussitenkriege zerstört und 1639 neu erbaut.
- Kapelle der Hl. Barbara in Horní Záhoří

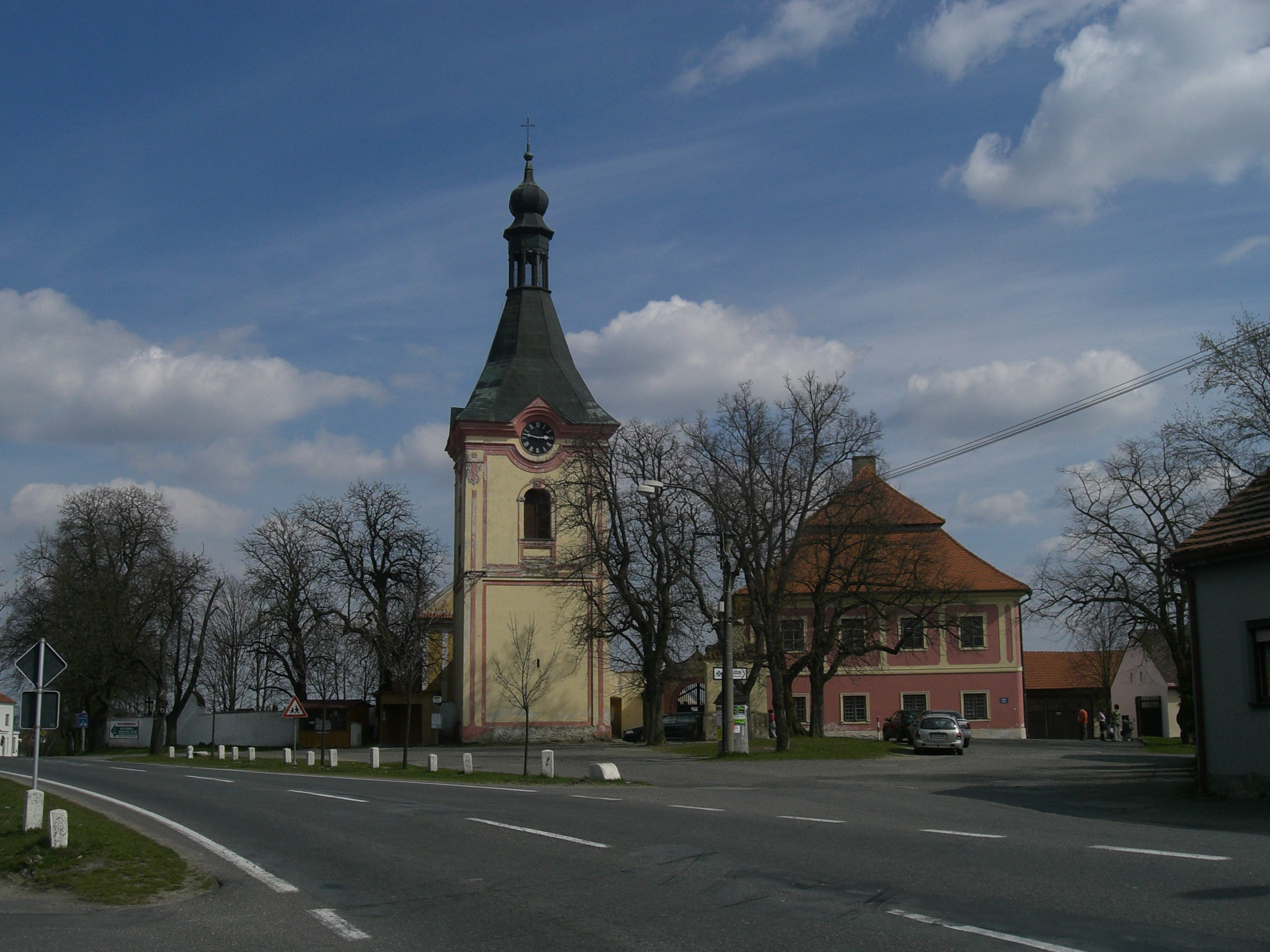
Kirche des Hl. Michael in Horní Záhoří (April 2007)

## Persönlichkeiten
- Jan Jun (* 1842; † 1923), Mitbegründer der tschechischen Agrarpartei

## Ortsteile
Dolní Záhoří, Horní Záhoří, Jamný, Kašina Hora, Svatonice, Třešně

## Weblinks

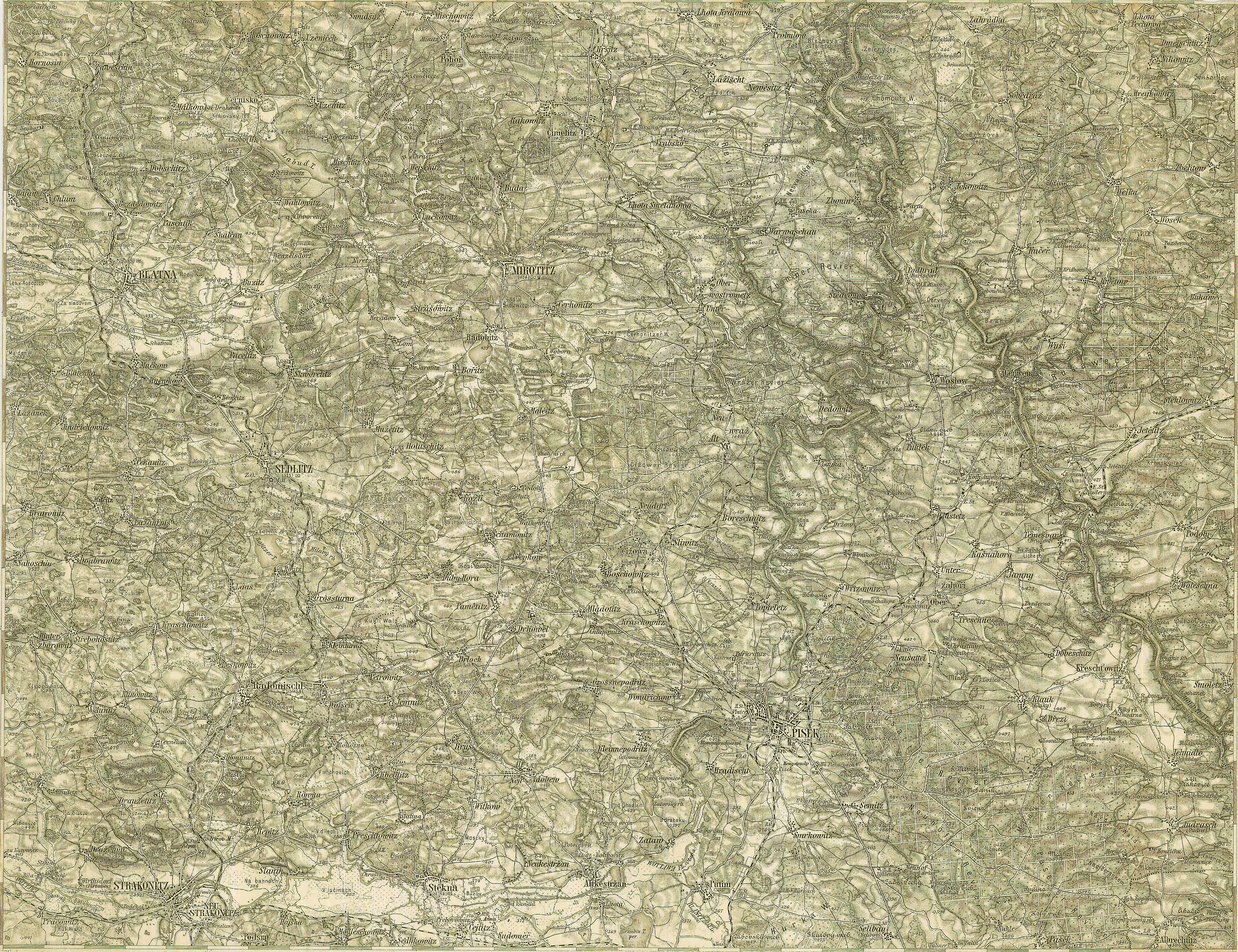
Ober- und Unter-Záhoří nordöstlich von Pisek, Ende des 19. Jahrhunderts (Mitte rechts, Spezialkarte der 3. Landesaufnahme)